# Abraliopsis gilchristi
Abraliopsis gilchristi е вид главоного от семейство Enoploteuthidae.

## Разпространение
Видът е разпространен в Намибия и Южна Африка.